# Brațul Scutul–Crucea

Structura Căii Lactee.
Pe această diagramă, le Soarele este reprezentat printr-un mic disc galben. Cu verde este reprezentat brațul Scutul-Crucea.

Brațul Scutul-Crucea (denumit și brațul Centaurul) este un braț spiral al Căii Lactee. El se află între brațul Săgetătorul-Carena și brațul Echerul. Este un braț secundar al Galaxiei Noastre, Calea Lactee.
Secțiunea brațului începând aproape de centrul galactic constituie brațul Scutul, care devine brațul Crucea când se îndepărtează de centru.
Regiunea în care brațul Scutul-Crucea întretaie bulbul central este bogată în stele născânde. În 2006, a fost descoperit un mare roi de stele tinere conținând 14 supergigante roșii, fiind denumit RSGC1. În 2007, un nou roi a fost descoperit, RSGC2, la doar vreo câteva sute de an-lumină de precedentul. Acesta din urmă conține circa 50.000 de stele recent formate, și este de o vârstă de mai puțin de 20 de milioane de ani. 26 de supergigante au fost descoperite într-un singur roi, ceea ce-l face cea mai mare grupare de asemenea stele cunoscută până astăzi.